# Magyarország edényes növényfajainak elterjedési atlasza (Flóraatlasz)
Magyarország edényes növényfajainak elterjedési atlasza (Atlas Florae Hungariae, leggyakrabban csak Flóraatlasz) az első olyan megjelent mű, ami összefoglalja a hazai edényes növényfajok elterjedésére vonatkozó korábbi adatokat, illetve egy felmérési program keretében kiegészítette azokat. Az így létrejött atlasz átfogó képet ad az egyes őshonos, adventív vagy inváziós fás- és lágyszárú növényfajok kvadrát alapú hazai elterjedéséről. A nyomtatott kiadvány 2015-ben jelent meg Bartha Dénes, Király Gergely, Schmidt Dávid, Tiborcz Viktor, Barina Zoltán, Csiky János, Jakab Gusztáv, Lesku Balázs, Schmotzer András, Vidéki Róbert, Vojtkó András és Zólyomi Szilárd szerkesztésével és további botanikusok felmérői vagy ellenőrző munkája segítségével. 2018-ban jelent meg az atlasz szabadon elérhető online formája. Az oldalon lehetőség van újabb adatok feltöltésére is, ezáltal az adatbázis folyamatosan frissül.

## A magyarországi flóratérképezés rövid története
Magyarország pontos flóratérképezésének igénye már az 1970-es években megjelent. Először megalkották a térképezési hálórendszert, majd Borhidi Attila, Priszter Szaniszló és Isépy István irányításával flóraművek feldolgozásával készítettek el egy kezdeti adatállományt, ami Boros Ádám botanikus útinaplóinak és Simon Tibor botanikus terepi jegyzeteinek adatait is tartalmazta. Ezt az adatállományt később az 1990-es években Horváth Ferenc digitalizálta. Mindez azonban még csak egy előzetes adatbázis volt, sok adat hiányzott régiónként és fajonként.
Később Bartha Dénes és Mátyás Csaba alapmezőnként közölte a hazai fa- és cserjefajok előfordulását, majd Felföldy Lajos pedig a hínárfajokét adta közre hasonlóképpen.
Fontos fordulópont volt az 1999. évi III. Aktuális Flóra- és Vegetációkutatás című konferencia, ahol a résztvevők országos programot kezdtek el szervezni a flóratérképezésre.
A program 2002-ben támogatási forrást is szerzett, ekkor kezdődött meg az átfogó adatgyűjtés az egész ország területén, ami végül 2014-ben fejeződött be. A projekt vezetője Bartha Dénes, alvezetője Király Gergely volt, a program a Nyugat-magyarországi Egyetem Erdőmérnöki Karának Növénytani Tanszékéhez került. A projektet öt részprojektbe szervezték: a. A magyarországi flóra hálótérképezése (vezető: Király Gergely), b. Inváziós növényfajok felmérése (vezető: Király Gergely), c. Magyarország védett, veszélyeztetett és ritka növényfajainak felmérése (vezető: Farkas Sándor), d. Magyarország speciális pannon taxonjainak herbáriumi adatgyűjtése (vezető: Somlyay Lajos), e. Magyarország speciális pannon taxonjainak irodalmi és aktuális gyűjtése (vezető: Molnár V. Attila).
A 2002-2005 között tartó pályázat alatt a felvételi kvadrátok nagyrésze felmérésre került, ezután forráshiány miatt csökkent az adatgyűjtés gyorsasága, majd 2009-től lendült újra fel a Nyugat-magyarországi Egyetem támogatása által. Így fejeződött be az ország teljes területét lefedő hálótérképezés 2014-ben, majd jelent meg a Magyarország edényes növényfajainak elterjedési atlasza 2015-ben a Nyugat-magyarországi Egyetem Kiadó által, 330 (33 cm hosszúságú) oldalon a ponttérképek közlésével.
A témáról pontosabban a könyvben lehet olvasni, a bekezdés is erősen annak szövegén alapulva készült.

## A hálórendszer, kvadrátok jellemzői
A hálórendszert a közép-európai flóratérképezés módszertanára alapozva tervezték meg. A torzított trapéz alakú alapmezők 10 földrajzi hosszúságú perc és 6 földrajzi szélességi perc nagyságúak (kb. 12,5 km × 11,1 km). A felmérési egységek az alapmezők negyedei, tehát 5 földrajzi hosszúságú perc és 3 földrajzi szélességi perc nagyságúak (kb. 6,25 km × 5,55 km). Az országot összesen 2832 db kvadrát fedi le.

## Adatgyűjtés
A munka koordinálásához az országot 8 régióra osztották:
1. Nyugat-Dunántúl
2. Dél-Dunántúl
3. Dunántúli-középhegység
4. Északi-középhegység
5. Duna-Tisza köze
6. Észak-Tiszántúl
7. Dél-Tiszántúl
8. Észak-Tisza mente.

Az egyes régiók felmérését a régiófelelősök irányították.
A terepi felmérésekben összesen 171 fő vett részt, az egyes kvadrátok felmérőinek neve az atlaszban olvasható.

## Adatellenőrzés
Az adatokat ún. régiófelelősök ellenőrizték (összesen 9 körzet alapján), majd az adatlapok még egy kör ellenőrzésen estek át a Magyarországi Flóratérképezési Program központjában. Végül a javított adatbázist taxon alapúan is ellenőrizték, ezt az egyes taxonok hazai szakértői végezték.

## Az atlasz felépítése
Az adatokat jelenlét-hiány alapú rendszerbe illesztették a hálótérkép kvadrátjaira vonatkoztatva. Az őshonos fajokat körrel, az idegenhonos fajokat háromszöggel jelölték. Feltüntették az adatgyűjtés idejét is is (1950 előtti őshonos előfordulás, 1950-1990 közötti őshonos előfordulás, 1990 utáni őshonos előfordulás). A kipusztult növényfajok elterjedésére vonatkozóan is készítettek egy külön jelölést. Mindezeket a jelmagyarázat foglalja össze.
A mű végén található magyar és latin nyelvű névmutató alapján könnyen kikereshető az egyes taxonok, fajok elterjedési térképe.

## Az online adatbázis létrejötte
Magyarország edényes növényfajainak online adatbázisa 2018-tól érhető el, a Soproni Egyetem (korábban Nyugat-magyarországi Egyetem) szerverén működik. Az online adatbázis az Open Bio Maps rendszerén alapszik.
Általa az adatok könnyen lekérdezhetővé váltak, illetve az adatközlés folyamata is leegyszerűsödött. Minden újonnan beküldött adat nyilvános megjelenés előtt ellenőrzésre kerül.
Az adatbázis folyamatos fejlesztés alatt áll.